# 26654 Ericjohnson
26654 Ericjohnson è un asteroide della fascia principale. Scoperto nel 2000, presenta un'orbita caratterizzata da un semiasse maggiore pari a 2,5640392 au e da un'eccentricità di 0,1315350, inclinata di 11,89371° rispetto all'eclittica.